# Кикапу (язык)
Кикапу (Kiyikapawa; англ. Kickapoo) — индейский язык, принадлежащий к алгонкинской подсемье языков. На нём говорит около тысячи человек из племени кикапу, проживающие в основном в штатах Среднего Запада США и на севере Мексики.
Близкородственен языку сок-фокс, вместе с которым часто считается одним языком.

## Численность и распространение
Распространён в США в следующих резервациях:
- Кикапу (индейская резервация, Канзас) — около города Хортон на северо-востоке штата Канзас, 4,4 тыс. чел. (2000, перепись);
- Kickapoo Indian Reservation of Oklahoma — около г. Мак-Лоуд и Джоунз в шт. Оклахома, 18,5 тыс.чел.;
- Кикапу (индейская резервация, Техас) — на юге штата Техас, 0,4 тыс. чел.

А также на северо-востоке Мексики: поселения Эль-Насименто на севере шт. Коауилья и Тамичопа на севере шт. Сонора.
Общая численность говорящих в США составляет 820 чел. (2000, перепись) из примерно 3 тыс. в этнической группе, в Мексике 144 чел. (2000, перепись) из 251.
Письменность на основе латинской графики; сохраняется слоговое письмо бабебибо. Распространены также английский и испанский языки.
Большинство говорящих на кикапу — люди среднего и старшего поколения.

## Фонология
В кикапу явно выражена тональность (4 тона: высокий, низкий, восходящий и нисходящий), в то время как в сок-фокс эта черта менее заметна.

## История
Первоначально обитали на территории между озёрами Эри и Мичиган. Близки к шауни, с которыми, по преданию ранее составляли одно племя. Насчитывали свыше 4 тыс.чел. Занимались ручным подсечно-огневым земледелием. В середине XVII в. были вытеснены алгонкинами-оттава и ирокезами-нейтральными на юго-запад современного штата Висконсин.
Первые контакты с французами в 1665 году. В 1730-е гг. мигрировали на север современных штатов Иллинойс и Индиана, перешли к конной охоте на бизона. По договору с США 1819 года были вынуждены переселиться на юг штата Миссури, в 1832 году часть кикапу переселилась в Канзас, мигрировали также к западу на Индейскую территорию (современный штат Оклахома) и в Техас. В 1852 году по соглашению с мексиканским правительством для защиты мексиканских пограничных земель получили земли на севере Мексики. В 1873-78 годах б.ч. мексиканских кикапу была насильственно возвращена в США и поселена в Оклахоме.